# Right Now (песня Ника Джонаса и Робина Шульца)
«Right Now» — песня песня американского певца Ника Джонаса и немецкого музыканта, диджея и музыкального продюсера Робина Шульца. Песня была написана Джонасом и Скайлар Грей и выпущен лейблом Island Records 24 августа 2018 года. Хотя это был последний сольный сингл Ника перед воссоединием Jonas Brothers в 2019 году, 25 февраля 2021 года он выпустил песню «Spaceman».

## Предыстория и релиз
9 августа во время интервью Teen Vogue Ник объявил, что песня — та, на которой он «сидел некоторое время, но я искал подходящее время, чтобы выпустить её, и подходящего человека для сотрудничества. […] Это песня с Робином Шульцем, которая меня очень волнует, под названием «Right Now», которую я написал со Скайлар Грей». Песня была выпущена 24 августа. После выхода песни несколько изданий предположили, что песня была написана о жене Джонаса Приянке Чопре. 24 августа Скайлар Грей зашла в свои Instagram Stories, чтобы объяснить, кто вдохновил песню более подробно. Она заявила: «Эта песня об Эллиоте [её парне]. Ребята, Ник Джонас только что выложил новую песню с Робином Шульцем, и это — песня, над которой я работала с ним. И угадай что? Песня была вдохновлена моей любовью [Эллиота], потому что я всегда была в этих поездках, уезжала и работала, и над этим я была в Лондоне, работая с Ником, и Эллиот всегда говорил мне: «Клянусь, в следующий раз, когда ты будешь у меня на руках, я никогда тебя не отпущу». И это то, что вдохновило песню».

## Отзывы
Кэт Бейн из Billboard сказала, что песня — это кокетливая танцевальная поп-мелодия, идеально подходящая для летних ночей, которые раскрывают скрытое волнение. Ритм, вдохновлённый танцевальным залом, создаёт сцену для фольклорного мелодического крючка. Джонас уклоняется к своему выступлению, так как он жаждет, чтобы его любовница вернулась из какого-то далекого путешествия. Это знойное клубное настроение, которое оправдывает обещание тёмного, красного искусства.

## Живые выступления
7 сентября 2018 года Джонас и Шульц исполнили песню вживую на Ночном шоу с Джимми Фэллоном.

## Музыкальное видео
28 сентября 2018 года было выпущено музыкальное видео на песню. На нём Джонас поёт песню на чёрном фоне.

## Список композиций
Digital download
1. "Right Now" – 3:21

Digital download
1. "Right Now (Robin Schulz VIP Remix)" – 2:58

## Участники записи
По данным Tidal.

| - Ник Джонас — композиция - Робин Шульц — композиция, производство - Питер Ханна — композиция - Эндрю Макмэхон — композиция - Тейлор Бёрд — композиция - Скайлар Грей — композиция, бэк-вокал - Стив Мак — композиция, клавиатура, производство - Junkx — композиция, персонал студии, инжиниринг, производство - Линдси Стирлинг — композиция - Зейн Карни — гитара - Джон Паричелли — гитара - Данн Перси — гитара, персонал студии, инженер - Юрген Дор — клавишные - Деннис Бирбродт — клавишные - Гвидо Крамер — клавишные, программирование - Крис Лоус — программирование барабанов, барабаны, студийный персонал, инженерия - Эрик Мадрид — микширование, персонал студии - Уильям Биндерап — персонал студии, помощник микшера |

## Чарты
| Чарт (2018)                                | Высшая позиция |
| ------------------------------------------ | -------------- |
| Croatia (HRT)                              | 77             |
| Германия (GfK)                             | 78             |
| Венгрия (Rádiós Top 40)                    | 38             |
| Ireland (IRMA)                             | 99             |
| New Zealand Hot Singles (RMNZ)             | 17             |
| Romania (Airplay 100)                      | 89             |
| Russia Airplay (Tophit)                    | 95             |
| Sweden Heatseeker (Sverigetopplistan)      | 1              |
| Швейцария (Schweizer Hitparade)            | 72             |
| США (Billboard Hot Dance/Electronic Songs) | 14             |

| Чарт (2018)                               | Позиция |
| ----------------------------------------- | ------- |
| US Hot Dance/Electronic Songs (Billboard) | 70      |